# اوتاگاوا کونی‌یوشی
اوتاگاوا کونی‌یوشی (به ژاپنی: 歌川国芳 - به روماجی: Utagawa Kuniyoshi) هنرمند ژاپنی و یکی از آخرین هنرمندان بزرگ سبک اوکی‌یوئه بود. گسترهٔ موضوع‌های مورد علاقهٔ کونی‌یوشی ژانرهای گوناگونی نظیر چشم‌اندازها، زیبارویان، بازیگران کابوکی، گربه‌ها و حیوانات افسانه‌ای را در برمی‌گیرد.

## نگارخانه

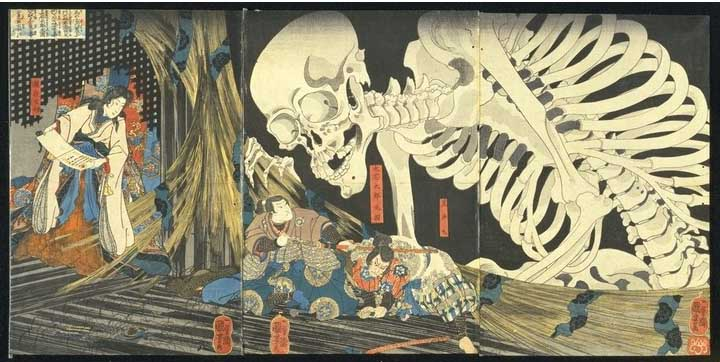
۱
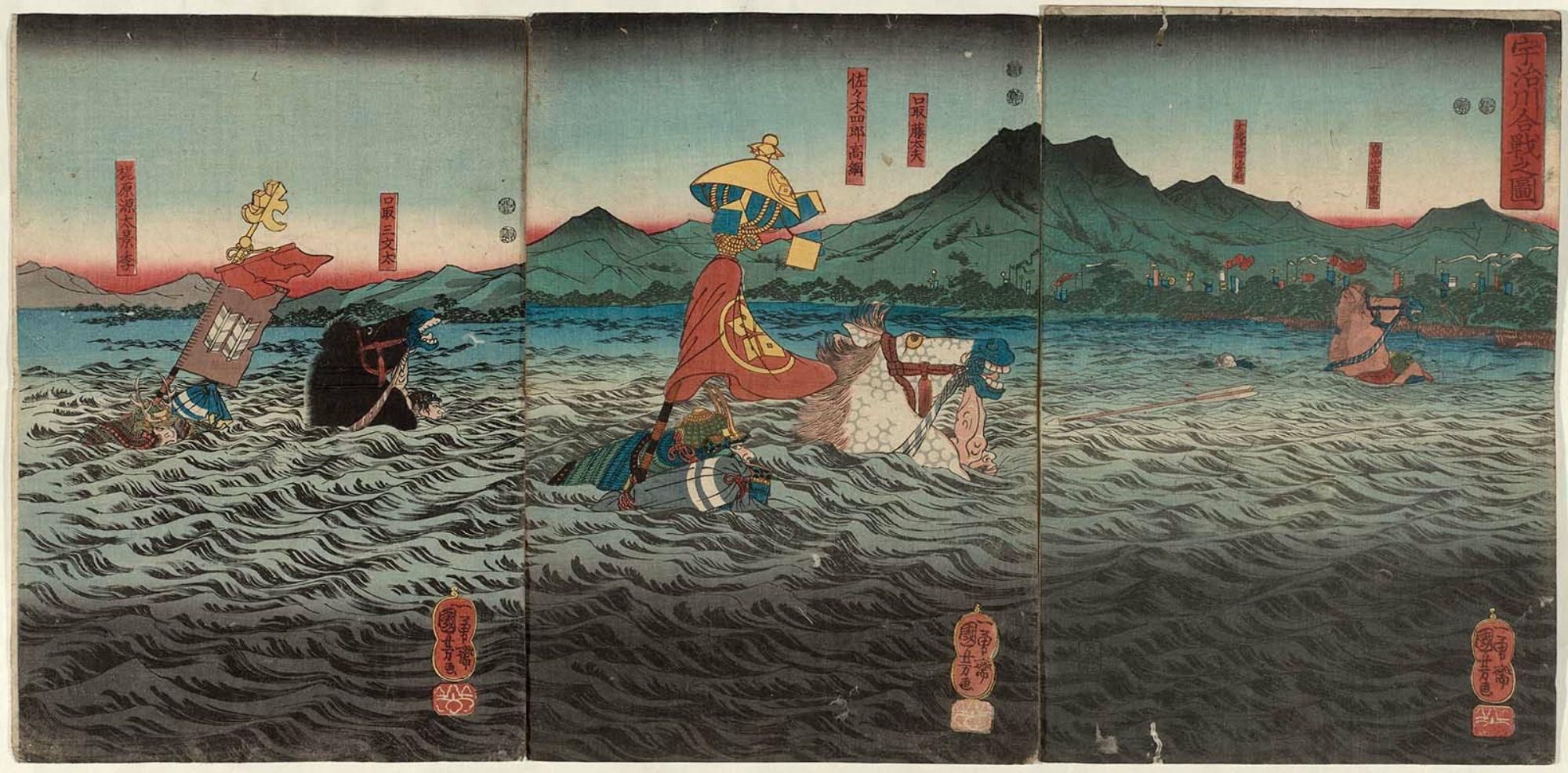
۲
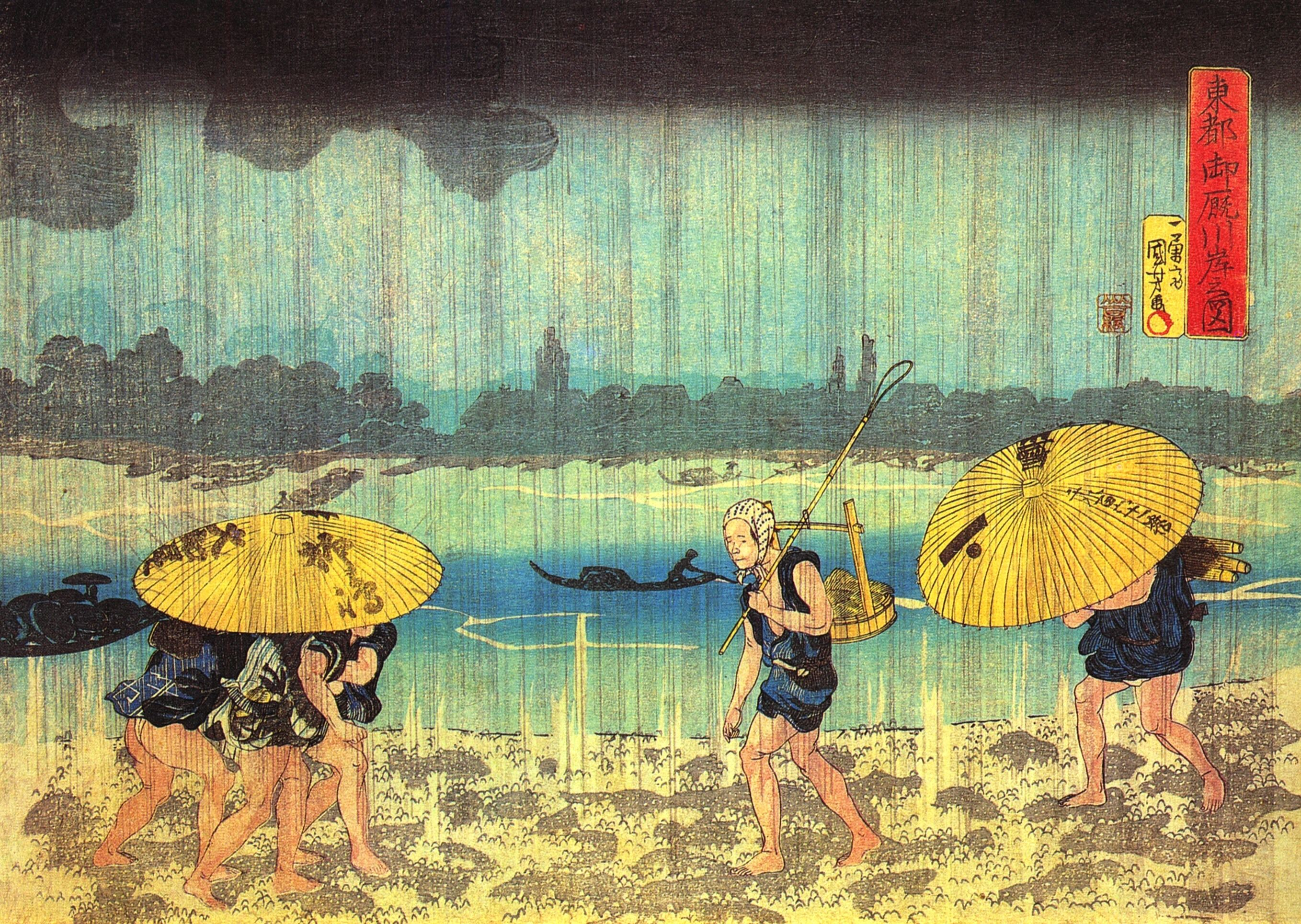
۳
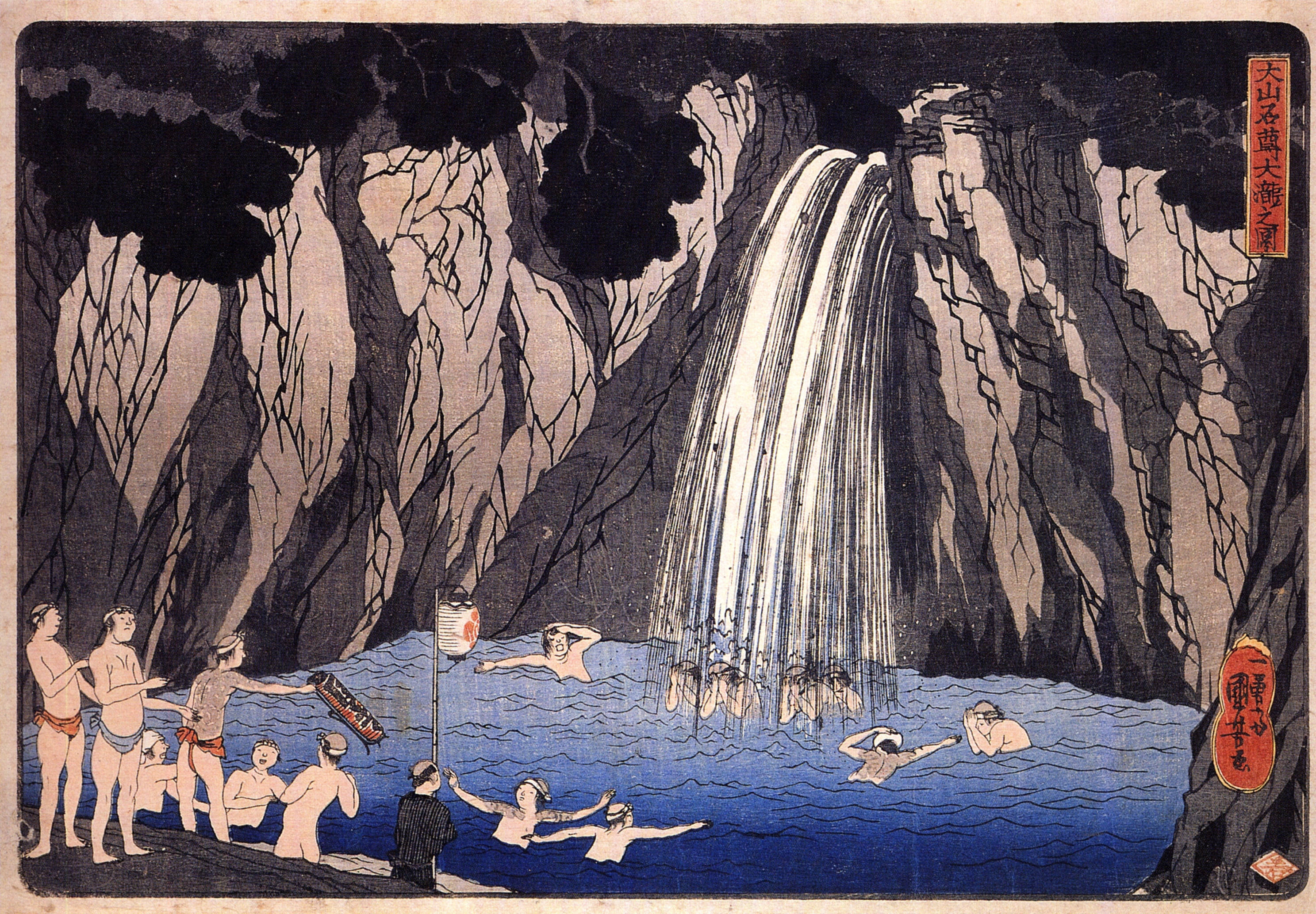
۴
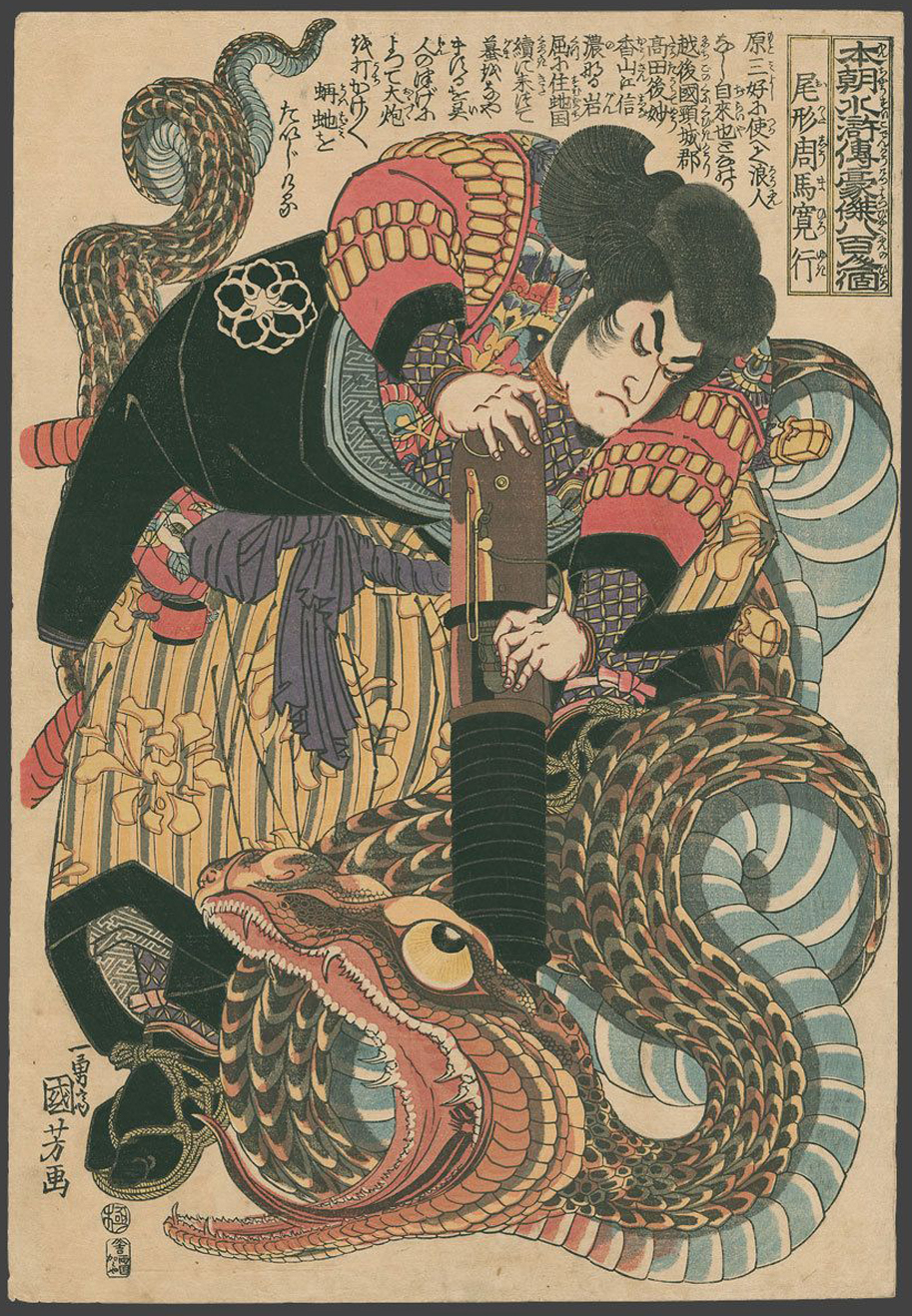
۵
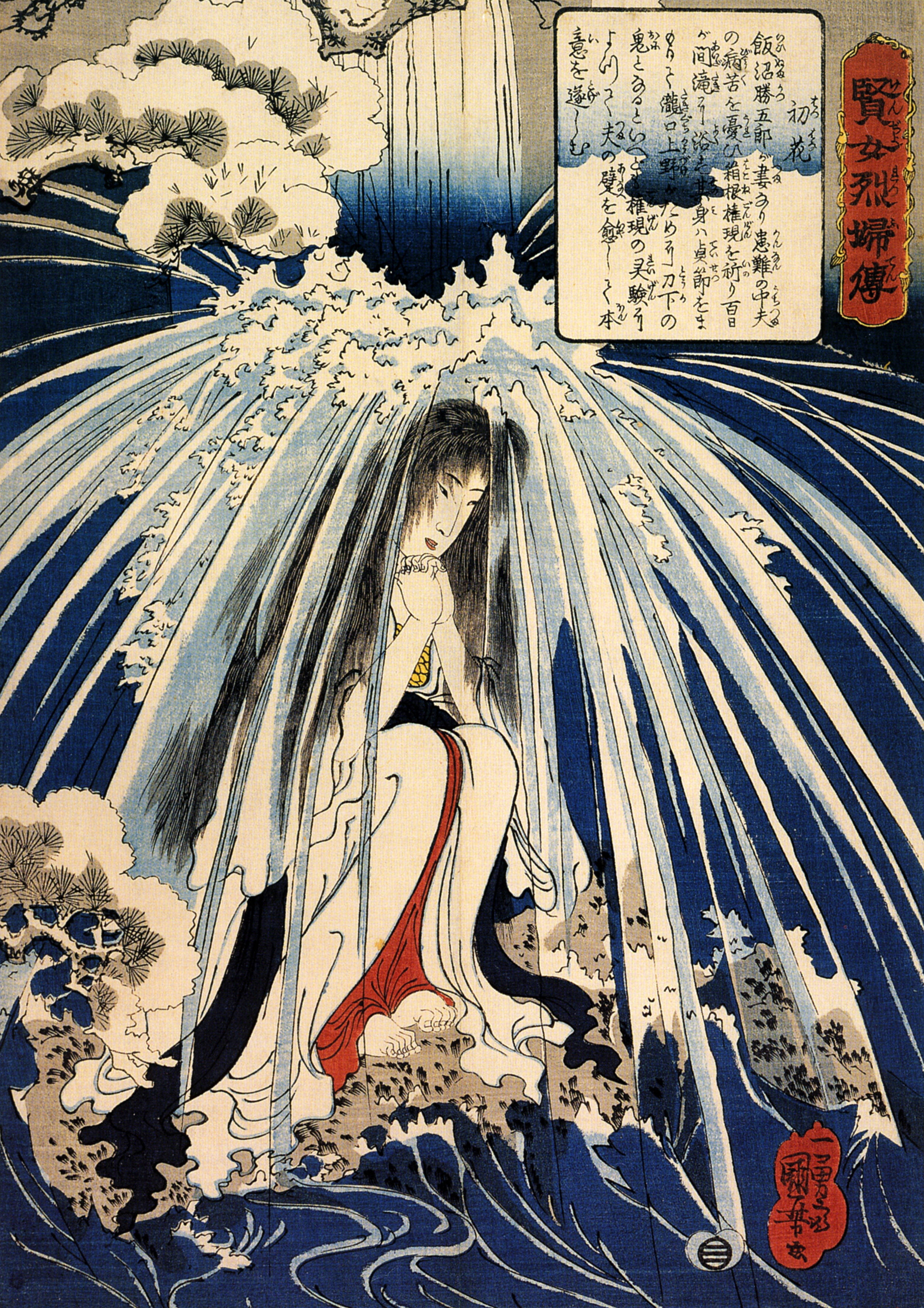
۶
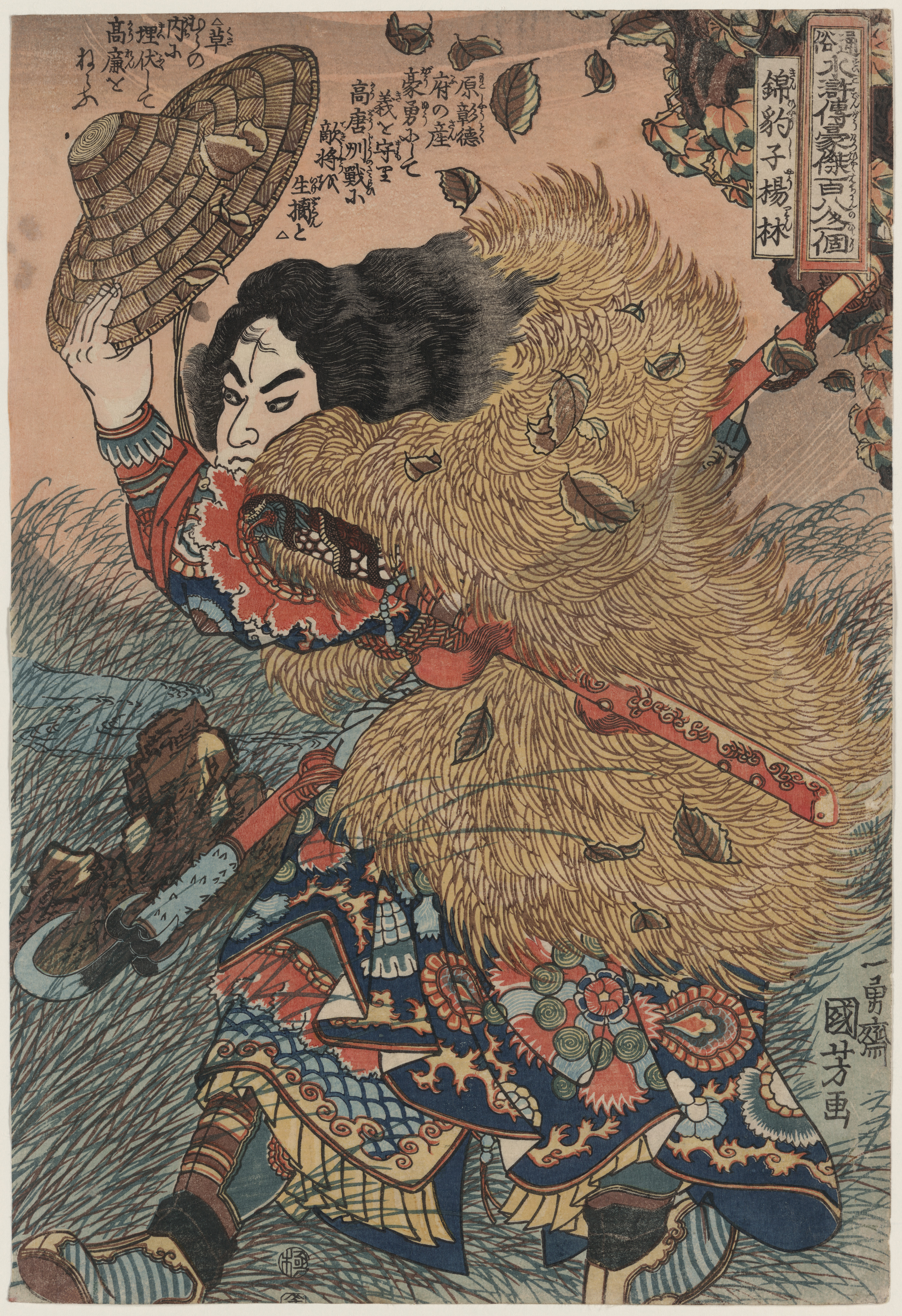
۷
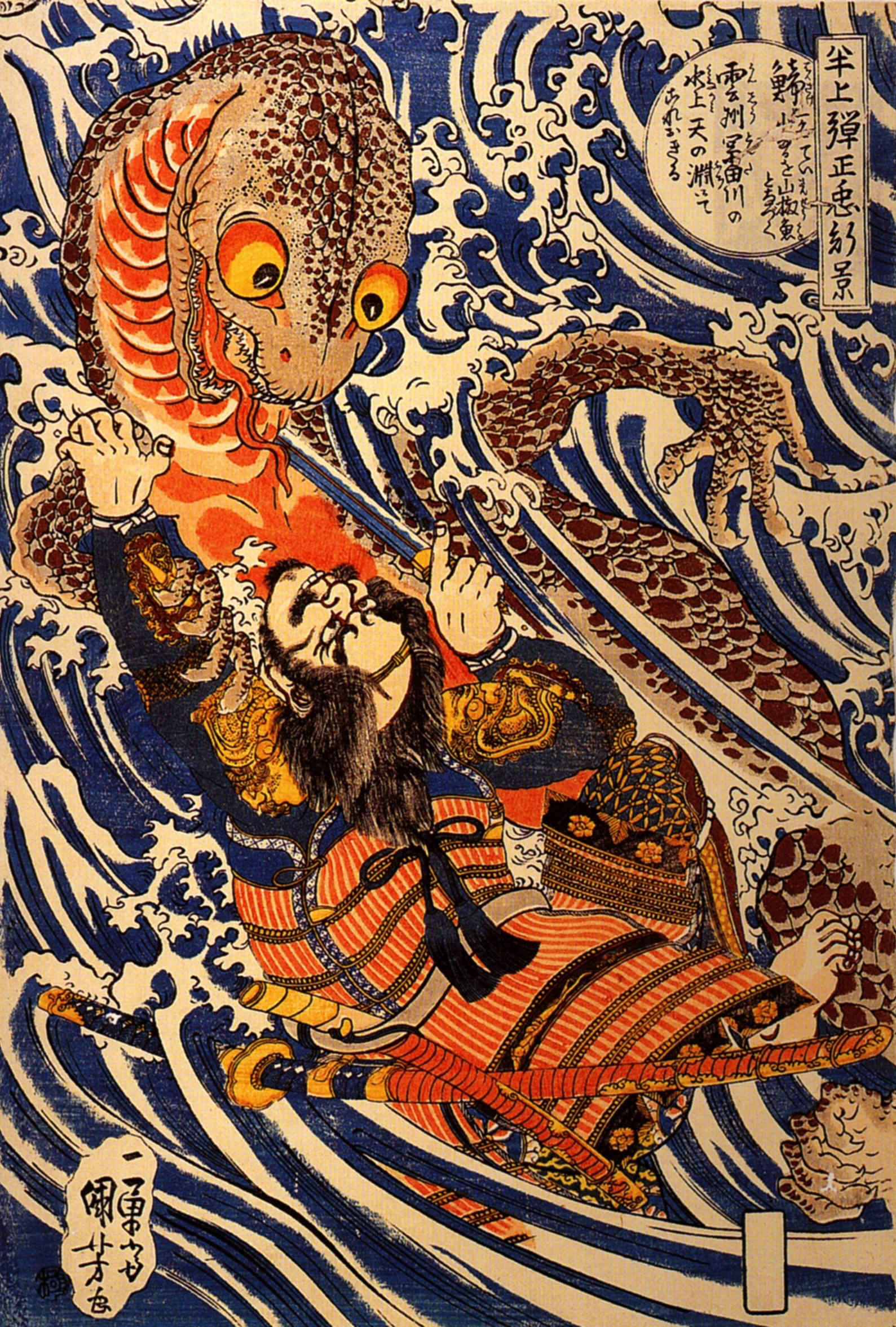
۸